# Sjarhej Kryvets
Sjarhej Kryvets (vitryska: Сяргей Вячаслававіч Крывец, Sjarhej Vjatjaslavavitj Kryvets, ryska: Серге́й Вячесла́вович Криве́ц, Sergéj Vjatjeslávovitj Krivéts) född 8 juni 1986 i Hrodna, är en vitrysk fotbollsspelare som spelar för Dinamo Brest.

## Karriär
Den 30 september 2008 gjorde han BATE Borisovs första mål i Champions League någonsin, då han gjorde mål mot Juventus FC. Den 22 december 2009 köpte den polska klubben Lech Poznań den vitryska mittfältaren från BATE, och han skrev på ett kontrakt fram till säsongen 2013.